# Czerwone (Polska)
Czerwone – wieś w Polsce położona w województwie podlaskim, w powiecie kolneńskim, w gminie Kolno. 
Wierni kościoła rzymskokatolickiego należą do parafii Parafia Najświętszego Serca Jezusowego w Koźle lub do parafii Chrystusa Króla Wszechświata w Kolnie.

## Historia
Wieś królewska położona była w drugiej połowie XVI wieku w powiecie kolneńskim ziemi łomżyńskiej województwa mazowieckiego. 
W czasie walk z bolszewikami, 11 czerwca 1920 r., przez Czerwone przeszedł 3 Lubelski dywizjon artylerii konnej im. płk. Włodzimierza Potockiego (3 dak).
Według Powszechnego Spisu Ludności z 1921 roku zamieszkiwało tu 1.013 osób, wszystkie były wyznania rzymskokatolickiego i zadeklarowały polską przynależność narodową. Było tu 175 budynków mieszkalnych. Działała tu cegielnia, cztery sklepy spożywcze i wiatrak.
W dniu 18 kwietnia 1952 r., na jednej z posesji, samobójstwo popełnił komendant Komendy Powiatu Kolno Narodowego Zjednoczenia Wojskowego kryptonim „Łuków”, chor. Hieronim Rogiński „Róg”, otoczony przez siły UB i KBW. W dniu 24 października 2008 r. został on pośmiertnie odznaczony przez prezydenta Lecha Kaczyńskiego Krzyżem Komandorskim z Gwiazdą Orderu Odrodzenia Polski.
Do 1954 roku miejscowość była siedzibą gminy Czerwone, w skład której wchodziło 21 gromad. W latach 1954–1972 wieś należała i była siedzibą władz gromady Czerwone. W latach 1975–1998 miejscowość położona była w województwie łomżyńskim. 
Obecnie w Czerwonem znajduje się około 230 budynków mieszkalnych w większości domy jednorodzinne, w których zamieszkuje ponad 1000 mieszkańców.

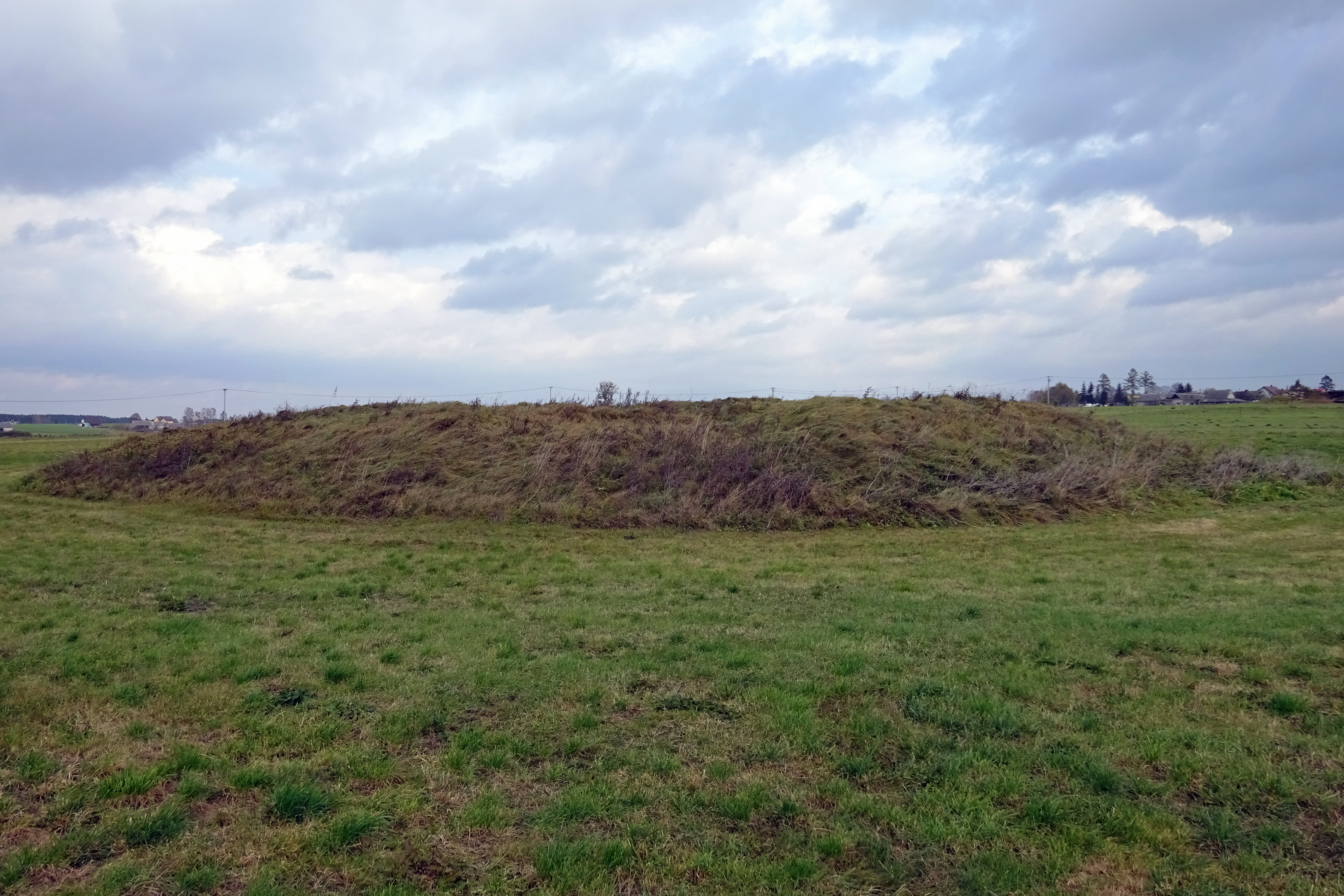
Średniowieczne grodzisko

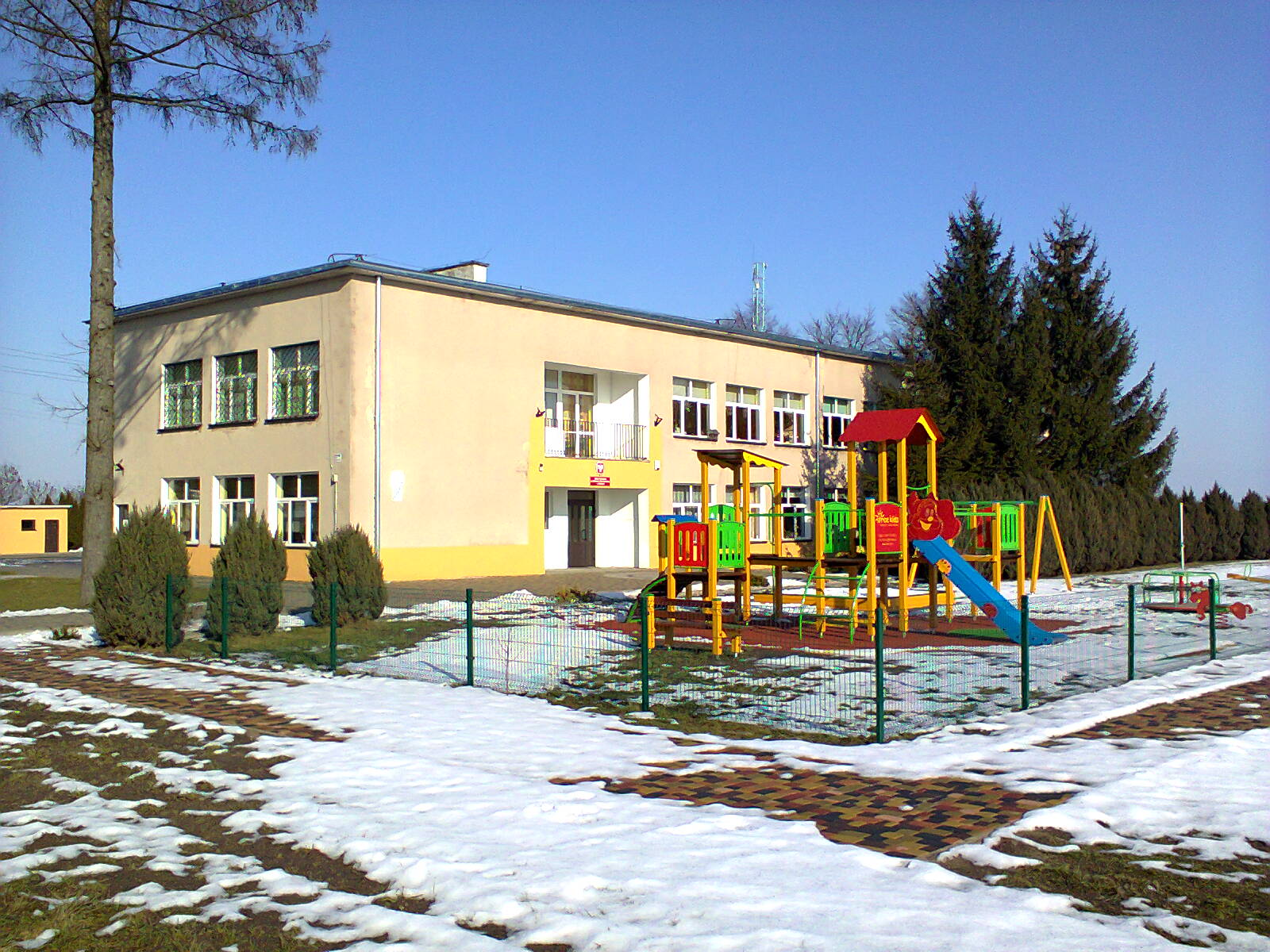
Szkoła Podstawowa im. Marszałka Józefa Piłsudskiego

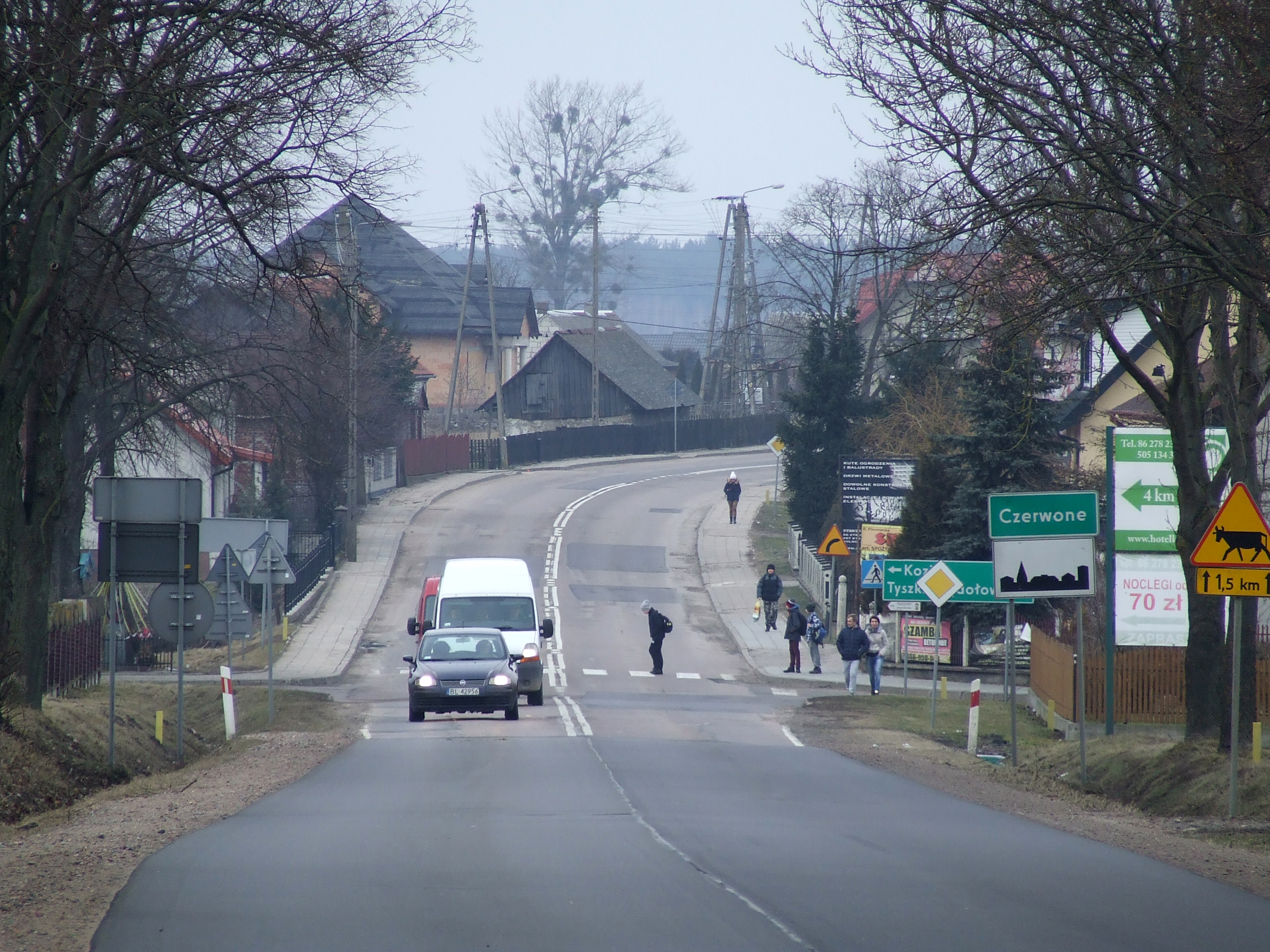
Droga krajowa nr. 63 (widok od południa)

## Zabytki
- drewniane domy z XIX wieku
- grodzisko średniowieczne po dworze książąt mazowieckich w pobliżu drogi do miejscowości Kozioł
- pozostałości wkopów i nasypów kolejowych z 1914 r. na Sztrece
- krzyże przydrożne z XIX w., w tym jeden upamiętniający działalność w powstaniu styczniowym tzw. żandarmerii wieszającej

## Gospodarka
- Tartak Czerwone
- Gospodarstwa rolne nastawione głównie na chów bydła lub trzody chlewnej

## Transport
Przez miejscowość przebiega droga krajowa:
- 63 Węgorzewo – Pisz – Czerwone – Kolno – Zambrów – Siedlce – Sławatycze.

## Edukacja
W miejscowości znajduje się Szkoła Podstawowa im. Józefa Piłsudskiego.

## Linkizwnętrzne
- Czerwone 1, [w:] Słownik geograficzny Królestwa Polskiego, t. I: Aa – Dereneczna, Warszawa 1880, s. 841.